# 新民镇 (自贡市)
新民镇，是中华人民共和国四川省自贡市大安区下辖的一个乡镇级行政单位。

## 行政区划
新民镇下辖以下地区：
天元井社区、董家村、天元村、柏树村、燎原村、富华村、焦家坝村、詹家村、白杨村、白果冲村和文家村。